# Мешано месо
Мешано месо спада у традиционално српско јело са роштиља. Ово јело је све популарније и саставни је део главне понуде у већини ресторана. Разне врсте мешаног меса, са мањим или већим варијацијама, присутне су и у другим земљама Балкана као део Балканске кухиње односно: Бугарске кухиње, Македонске кухиње или Румунске кухиње. У свету постоје слична јела "Миксовано месо" или "Миксовани грил".

## Састојци
Обично је мешано месо главно јело, а порција износи између 500 и 1.000 грама и садржи разне врсте меса (свињско, овчије, говеђе, пилеће или ћуреће) са роштиља као што су:
- Пљескавица
- Ћевапчићи
- Вешалица
- Кобасица роштиљска или коктел-кобасица
- Ражњићи свињски или пилећи
- Сланина
- Уштипци
- Свињски врат
- Пилеће бело месо

Уз мешано месо се обично служе као прилози: помфрит, црни лук, печурке, шаргарепа али и салата.